# 1142
Cette page concerne l'année 1142  du calendrier julien.
L'année 1142 est une année commune qui commence un jeudi.

## Événements
- 25 avril : Vladislav II de Bohême est battu à la bataille de Vysoka par les nobles révoltés conduits par Conrad II de Znojmo. Ils échouent au siège de Prague à la suite de l'intervention de l'empereur Conrad III de Hohenstaufen qui rétablit Vladislav[1].
- Mai : diète de Francfort[2]. Henri le Lion (1129-1195) devient duc de Saxe (fin en 1180).
- 28 juin : le comte Guigues IV d’Albon, dauphin du Viennois, en conflit avec Amédée III de Savoie, comte de Savoie est blessé au siège du château de Montmélian, et meurt trois jours après[3].

- 25 septembre[4] : Jean II Comnène se présente devant Antioche avec son armée mais se voit refuser l'entrée de la ville par Raymond de Poitiers. Jean ravage les environs, puis  retourne en Cilicie et meurt au printemps suivant[5]. La principauté d'Antioche se libère de la suzeraineté byzantine.

- 26 septembre : Étienne de Blois assiège Oxford, où est retranchée Mathilde l'Emperesse, son adversaire pendant l'anarchie anglaise.

- Début des Guerres baussenques entre les seigneurs des Baux et la dynastie Catalane (fin en 1162)[6].
- Charte de la ville de Leirena (Portugal) (actuelle Leiria), juste après sa reconquête par Alphonse Ier de Portugal[7].
- Thierry de Chartres succède à Gilbert de Poitiers comme chancelier de l'école de Chartres[8].